# Laberint d'ombres
Laberint d'ombres fou una sèrie de Televisió de Catalunya emesa entre l'any 1998 i el 2000. Fou dirigida per Xavier Berraondo, Idelfons Duran, Francesc Llobet, Sílvia Quer i Esteve Rovira, i escrita per Josep Maria Benet i Jornet, Enric Gomà i Andreu Martín.

## Actors
- Marc Cartes (com a Salvador Borés)
- David Selvas (com a Guillem Pedrós)
- Montse Germán (com a Gemma Aymerich)
- Lluís Soler (com a Esteve Pedrós)
- Imma Colomer (com a Mercè Josep)
- Àurea Márquez (com a Aurora Pedrós)
- Paul Berrondo (com a David Constant)
- Bruno Bergonzini (com a Alfred Pedrós)
- Marta Calvó (com a Matilda (Mati) Uribarri)
- Berta Errando (com a Mireia Llop)
- Àngels Moll (com a Concepció (Ció) Santjust)
- Òscar Molina (com a Ramón Caravaca)
- Txe Arana (com a Consol (Sol) Manila de Caravaca)
- Jordi Boixaderas (com a Joaquim (Quim) Gispert)
- Montserrat Carulla (com a Senyora Cèlia)
- Josep Seguí i Pujol (com a Sebastià Pagès)
- Irene Navarro (com a Estel)

## Argument
Dos mons oposats, dues famílies de classes socials diferents que han coincidit al llarg del segle en diferents circumstàncies. Algunes d'aquestes circumstàncies són conegudes, d'altres resten amagades en un calaix que tard o d'hora caldrà que s'obri.
La trama de Laberint d'ombres transcorre, doncs, en dues direccions paral·leles que tindran importants punts de contacte. Coneixerem l'esdevenidor de la rica família Aymerich, la vida de la qual gira al voltant de l'empresa, ALA Transports, i també la de la família Pedrós, de classe social mitjana baixa.
Els Aymerich viuen marcats pel trist record d'un fet succeït ara fa setze anys: la Raquel, la dona del Benjamí Aymerich va desaparèixer. Oficialment va fugir amb un amant italià, però la Concepció, la minyona de la família, en té una altra versió que, de moment, es guarda en secret. L'empresa tampoc no està en el seu millor moment, s'acosten temps de canvis. Hi ha molta competència i les darreres inversions no han estat del tot encertades. La Gemma, la filla del Benjamí, estudia el darrer curs d'Econòmiques però la seva vida regalada està a punt de fer un tomb important.
Els Pedrós viuen angoixats per una precària situació econòmica que no sembla que tingui solució. L'Esteve, el patriarca dels Pedrós, ha treballat fins avui per l'empresa dels Aymerich. Però les coses estan a punt de canviar. ALA Transports ha de reduir despeses i ells seran els primers afectats. I just en el moment que han de pagar un deute important els darrers estalvis els han dedicat a costejar una delicada intervenció quirúrgica de la Mercè, la seva dona.
La mala situació econòmica afecta tots. Els tres fills de l'Esteve i la Mercè (l'Aurora, en Guillem i l'Alfred) sobreviuen com poden amb feines ben precàries que no donen prou de si per permetre solucionar els problemes familiars. Tots tres estan prou capacitats per fer coses més importants que les que ara els ocupen però les circumstàncies no els han estat gaire favorables. Així i tot, les seves vides també estan a punt de canviar. I no necessàriament bé per a tots.
Ara, una desgràcia farà que es trobin les noves generacions de les dues famílies. Una trobada casual que canviarà uns destins que semblaven ja fixats.
Des del primer capítol fins al capítol 336 (emès el 27 de desembre del 1999, en el que els personatges viuen el final del mil·lenni) la sèrie se situa en l'època actual (anys 1998 a 1999) a partir d'aquell capítol (i fins al final), hi ha un salt temporal de set anys, per tant, el temps d'ambientació passa a ser l'any 2007.

## Audiències
Les audiències de la sèrie durant la seua primera emissió de les temporades va ser la següent. L'evolució de la mitjana d'espectadors per temporada va ser la següent:
| Temporada        | Capítols        | Període d'emissió                               | Espectadors | Quota (%) |
| ---------------- | --------------- | ----------------------------------------------- | ----------- | --------- |
| Primera i Segona | 1 a 51 52 a 260 | 04/05/1998 a 14/07/1998 14/09/1998 a 11/07/1999 | 553.000     | 33,4      |
| Tercera          | 261 a 469       | 13/09/1999 a 10/07/2000                         | 519.000     | 31,7      |